# Mercado Modelo (Montevideo)
El Mercado Modelo de Montevideo fue el mayor mercado agrícola de Uruguay. En el año 2024 fue convertido en un parque público cerrado.  

El Mercado Modelo, cuenta con una canción compuesta por el grupo musical Los 8 de Momo.

## Historia

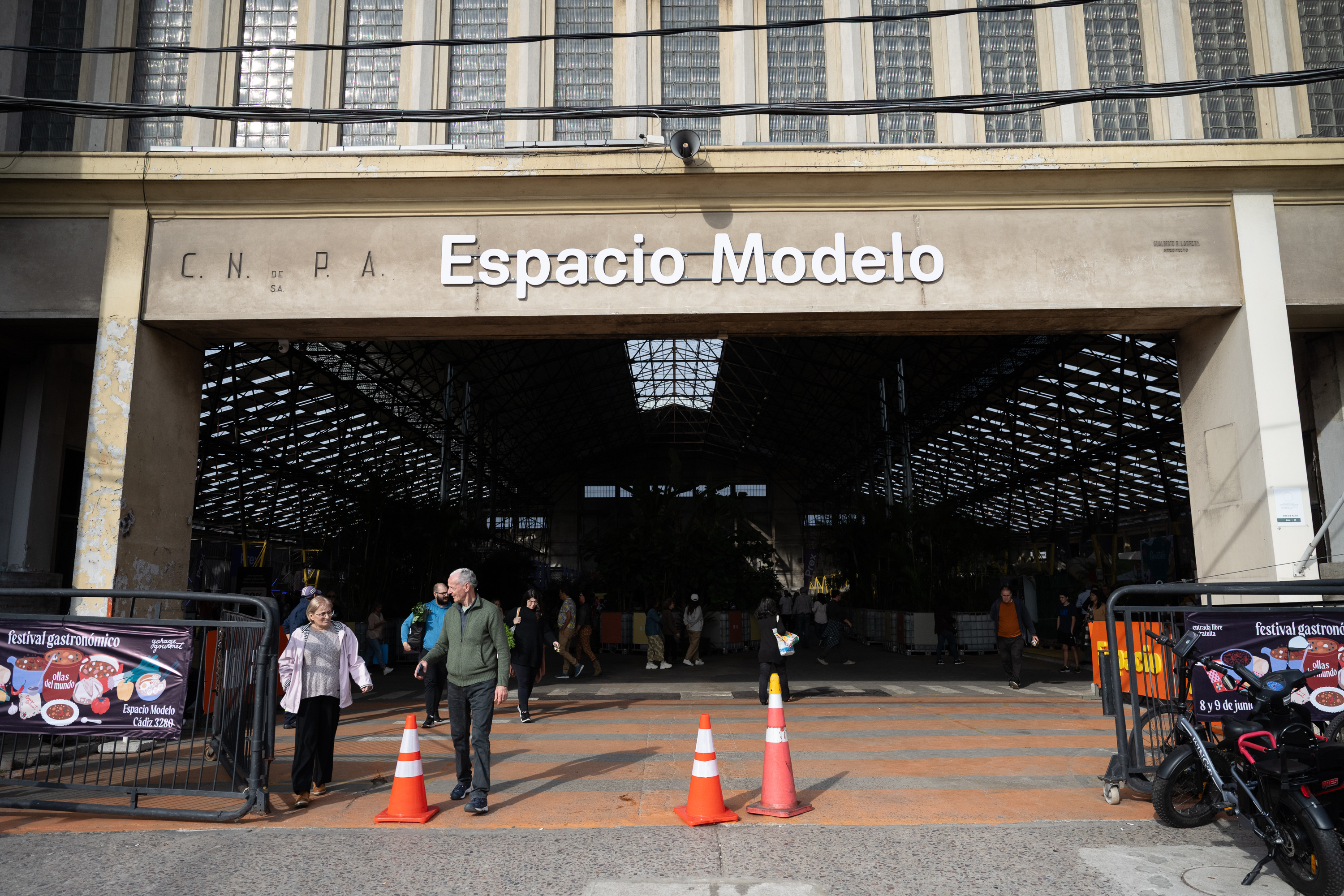
Accesos del edificio con la inscripción de la Concentración Nacional de Productores Agrícolas.

Históricamente, durante la expansión y el crecimiento de Montevideo, todos los comerciantes de frutas y verduras solían encontrarse en la vieja Plaza de Frutos, ubicada en las inmediaciones del predio que hoy ocupa el Palacio Legislativo. En el año 1912 es inaugurado el Mercado Agrícola con el objetivo de centralizar a todos aquellos comerciantes de alimentos agrícolas. En los años treinta, la Sociedad de Agricultores Unidos del Uruguay se planteó la necesidad de construir un nuevo predio de mayores dimensiones, más alejado del área urbana y con una infraestructura más moderna que el Mercado Agrícola, debido a que este ya estaba siendo dificultoso. En 1934 se resolvió la construcción de un nuevo mercado, el cual sería administrado mediante concesión por la Concentración Nacional de Productores Agrícolas. Es así que empieza a construirse el nuevo mercado - modelo para su época - sobre un viejo manantial. La construcción del mismo estuvo a cargo de la firma Bello y Reborati, y del arquitecto Gualberto Rodríguez Larreta, además de contar con la participación de Leopoldo Tosi para la estructura metálica del techo.  
El 31 de enero de 1937 sería inaugurado el nuevo mercado, dejando atrás el viejo Mercado Agrícola, el cual se transformaría en un mercado minorista. 
Por dicho edificio, de arquitectura art déco de un total de 19.000 m², pasaron la gran cantidad de frutas y verduras consumidas por los montevideanos - y los uruguayos en si-. En sus alrededores comenzaron a instalarse otras industrias relacionadas con la agricultura y la alimentación, tales como los frigoríficos Modelo y Montevideo.   

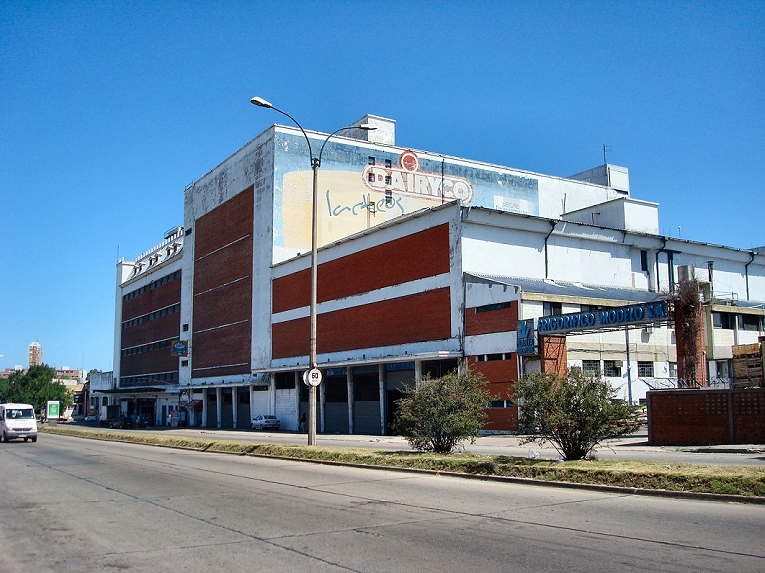
instalaciones del Frigorífico Modelo, frente al Mercado Modelo.

En partir de los años noventa al finalizarse la concesión adjudicada en los años treinta, la   administración del mismo pasó a manos de la Intendencia de Montevideo.  
El paso de los años hizo que el emblemático e imponente edificio quedara pequeño para sus actividades, por lo tanto se le irían sumando nuevas construcciones, siendo la ampliación más importante la del año 1996, con un total de 15.000 metros cuadrados.
En marzo de 2009, comienza a proyectarse  la construcción de un nuevo mercado, acto que se oficializó cuando el Intendente de Montevideo, Ricardo Ehrlich, anunció que el mercado se trasladaría al oeste de Montevideo, hecho que recién se consumaría en 2021, con la inauguración de la Unidad Agroalimentaria de Montevideo.

## Traslado
En el mes de febrero de 2021 se realizó la mudanza del Mercado Modelo, hacia la nueva Unidad Agroalimentaria Metropolitana. Día que quedaría marcado, por lo que significó el Mercado Modelo  para muchos trabajadores y vecinos de Montevideo.
El nuevo predio está ubicado en camino Luis Eduardo Pérez 6651, dentro del barrio Los Bulevares en Montevideo. Cercano a la ruta 5 y al anillo perimetral Wilson Ferreira Aldunate.
Tras su cierre el edificio quedó desocupado y en custodia por la Intendencia de Montevideo, la cual proyecto revitalizar tanto la zona como el edificio. El área total de las instalaciones es de 70.000 m², ocupando varias manzanas del barrio Bolívar, lugar que cotidianamente ha tomado el nombre del mercado, ya que este es una referencia para el mismo.
Al poco tiempo de su cierre se instalaron en sus alrededores juegos infantiles y se comenzó a proyectar la construcción de un parque público techado.  

## Espacio Modelo

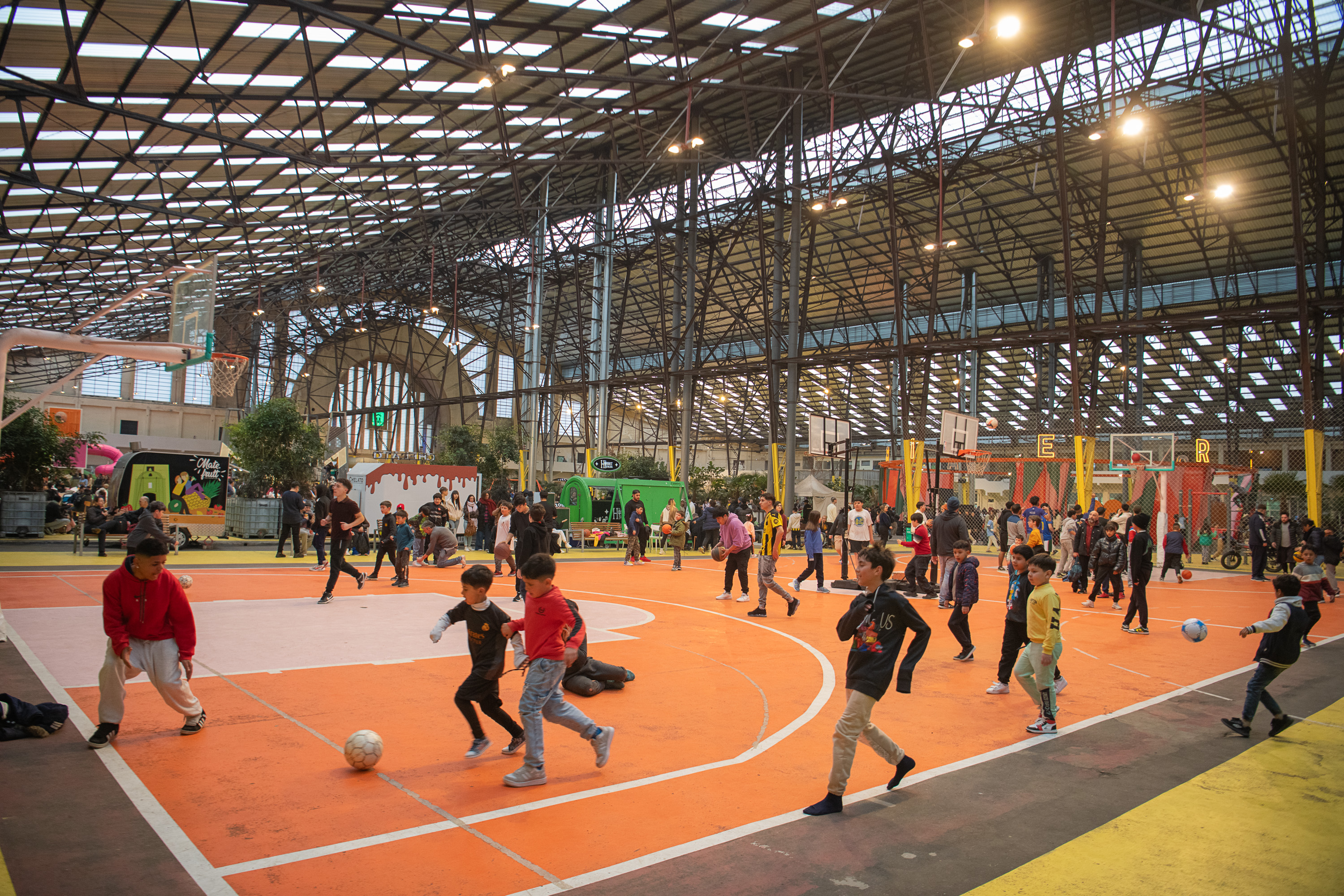
Espacio Modelo

En febrero de 2024 el edificio del mercado modelo fue reconvertido en un parque público techado sin alterar su fisionomía. 
Su área interior cuenta con amplias de recreación,  áreas de  cowork, canchas y espacios gastronómicos.